# Sahelanthropus
Sahelanthropus tchadensis er en uddød hominid art, der er dateret til omkring 7 millioner år siden, muligvis meget tæt på tidspunktet for chimpanse-menneskelige adskilligelse.
Den gængse opfattelse af at Rift Valley har en central placering i udskillelsen af abearter i trælevende og opretgående er der imidlertid ikke rokket endeligt ved.
Sammenligninger af tandsæt har dog vist at fortrinsvis trælevende har kunnet have samme fouragering som fortrinsvis opretgående. Skellet i udskilningen bliver med dette om muligt endnu mere gådefuldt.
Det delvis komplette kranium der blev fundet i Chad i 2003 tolkes som at der er tale om et individ omkring på størrelse med de nulevende chimpanser idet kraniet er af samme størrelse.
Tandsættet er finere end hos de andre fund af hominider.
Men som hos de nulevende dværgchimpanser, bonoboerne, har det vist sig ikke at være udtømmende bevis for deres valg af føde.
De nulevende bonoboer er iagttaget, optaget af jagt på andre dyr som føde, samt optrædende som ådselædere.
Gåden dette stiller os overfor er måske, om ikke uløselig, så nok endnu snævrere forbundet med tolkninger af geologiske og klimatiske ændringer hvis vi stadig skal mene at de opretgående aber overlevede i bestemte områder, fordi de bedre var egnet til at spejde ud over omgivelserne og opdage jægere af dem som byttedyr.